# Peter Fechter

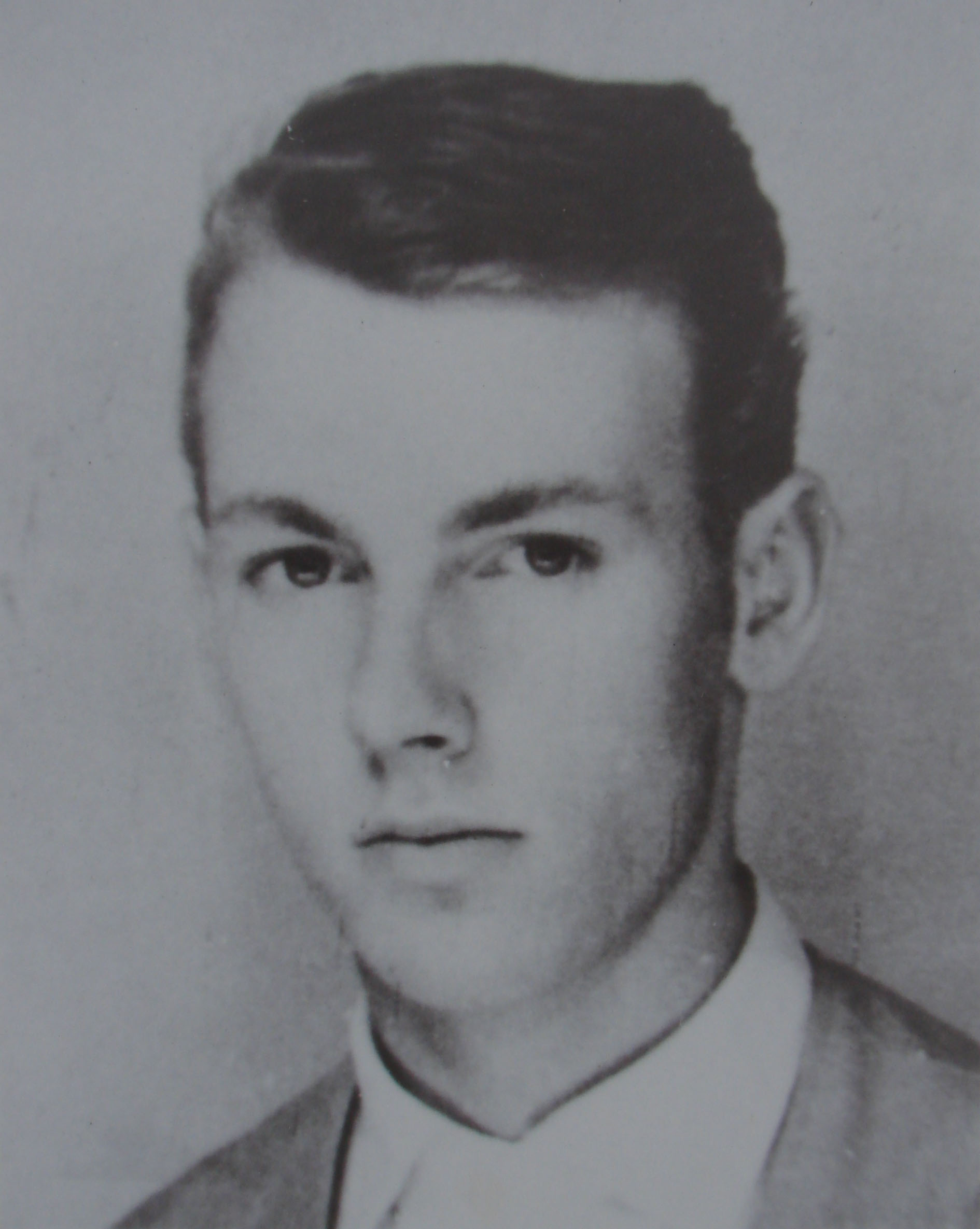
Peter Fechter

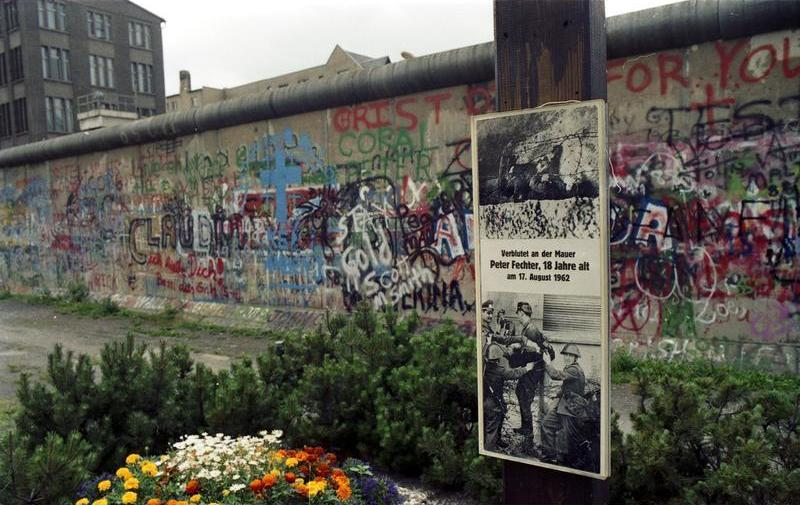
1988: Il muro di Berlino, visto da Berlino ovest con graffiti e monumento a Peter Fechter

Peter Fechter (Berlino, 14 gennaio 1944 – Berlino Est, 17 agosto 1962) è stato un muratore di Berlino Est, che, all'età di 18 anni, divenne la ventisettesima delle vittime del Muro di Berlino.

## Antefatto

I quattro settori di Berlino

Dopo la seconda guerra mondiale la Germania era sotto la supervisione del Consiglio di controllo alleato formato dalle quattro nazioni vincitrici: Francia, Regno Unito, Stati Uniti d'America ed Unione Sovietica. Le decisioni di governo dovevano essere prese all'unanimità dai quattro alleati. La Germania fu divisa in quattro zone amministrate direttamente da ognuna delle nazioni alleate. La capitale tedesca, Berlino, ricadente nell'area amministrata dai sovietici, fu a sua volta divisa in quattro settori, uno per ciascun alleato.
Con la guerra fredda l'accordo di Potsdam sull'amministrazione della Germania naufragò ed il Consiglio di controllo alleato divenne inefficace. La nazione fu così divisa nei fatti in due Paesi: la Germania Ovest, con regime capitalista e la Germania Est, con regime comunista, corrispondenti alle aree occupate dagli alleati occidentali la prima ed alle aree occupate dai sovietici la seconda.
La città di Berlino che si trovava all'interno della Germania Est fu divisa anch'essa in Berlino Ovest e Berlino Est. Per un certo periodo, nonostante la tensione, i confini vennero mantenuti comunque aperti all'interno di Berlino. L'incremento della emigrazione dai settori orientali della città verso quelli occidentali (una stima parla di 2.500.000 cittadini dell'est passati all'ovest tra il 1949 ed il 1961 tra civili emigrati e militari disertati) spinse nel 1961 il governo della Germania Est a costruire il muro di divisione della città. Secondo le autorità comuniste si trattava di un “muro di protezione antifascista”; veniva infatti sostenuto che i settori occidentali fossero il rifugio per molti elementi del passato regime nazista.

## Morte

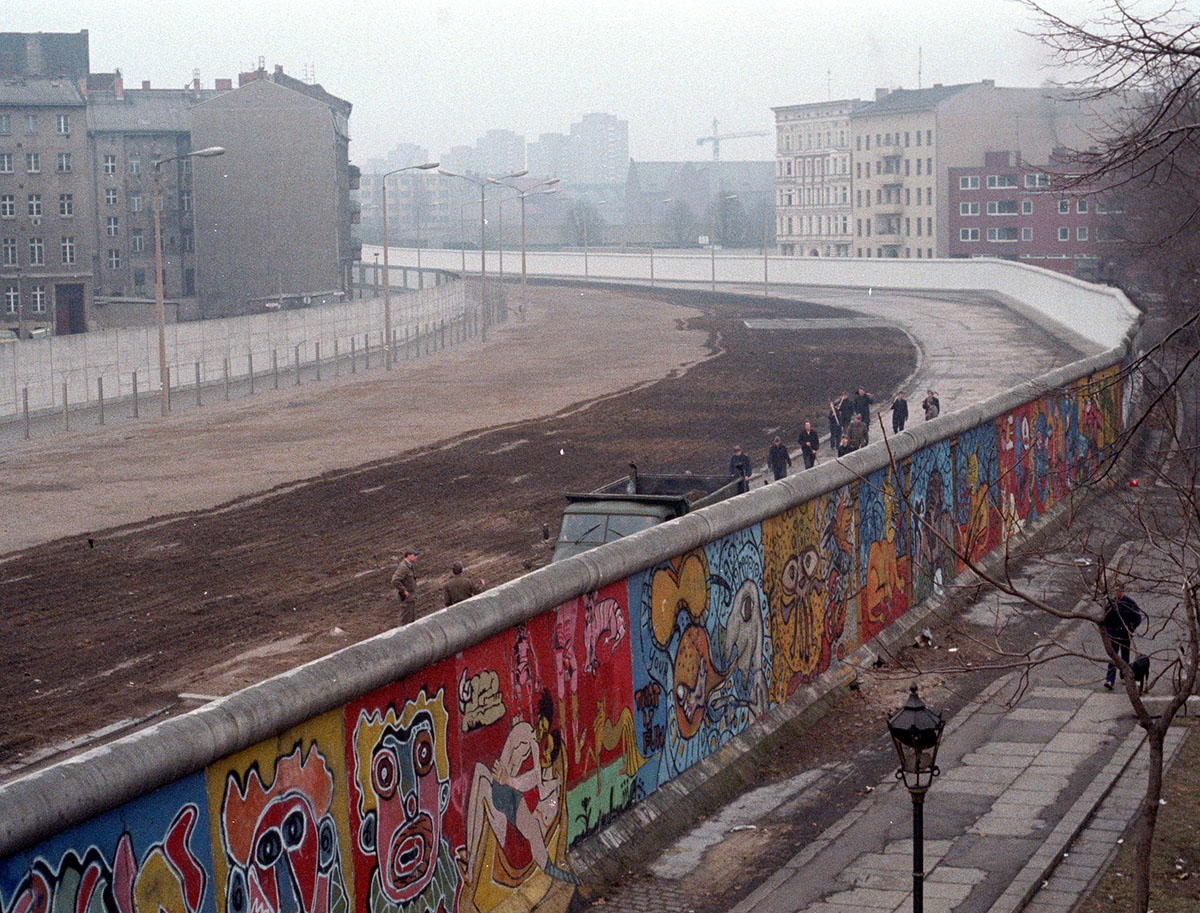
Il muro di Berlino e la striscia della morte

Circa un anno dopo la costruzione del muro, Fechter tentò di scappare dalla RDT insieme all'amico Helmut Kulbeik. Il piano consisteva nel nascondersi nel laboratorio di un falegname vicino al muro in Zimmerstraße e poi, osservando i movimenti delle guardie di frontiera dal nascondiglio, saltare dalla finestra nella cosiddetta ‘'striscia della morte'’ (una striscia di terreno nudo tra il muro ed un secondo muro parallelo), attraversarla correndo e quindi arrampicarsi sul secondo muro (alto solo due metri e sormontato da filo spinato) e quindi ricadere nel quartiere di Kreuzberg a Berlino Ovest, vicino al Checkpoint Charlie.
Quando i due raggiunsero il secondo muro le guardie di frontiera dell'Est iniziarono a sparare. Kulbeik riuscì a scavalcare il secondo muro ma Fechter fu colpito al bacino mentre si arrampicava davanti a centinaia di testimoni. Cadde all'indietro nella striscia della morte dove rimase in vista dei cittadini occidentali, di molti giornalisti e naturalmente delle guardie. Nonostante le sue urla non ricevette aiuto medico. Morì dopo circa un'ora di agonia. Centinaia di persone a Berlino Ovest si riunirono in una dimostrazione spontanea urlando “assassini!” alle guardie di frontiera.
Il comandante del plotone di guardie di frontiera che avevano sparato sostenne poi che non era intervenuto con assistenza medica per Fechter per paura di creare un incidente visto che si diceva che, tre giorni prima, il soldato orientale Rudi Arnstadt fosse stato ucciso da un soldato occidentale. Comunque, terminata l'agonia, le guardie di frontiera andarono a riprendere il cadavere di Fechter. Da parte occidentale si sostenne che i tentativi di soccorsi erano stati “dissuasi” dai soldati orientali puntando loro le armi dato che il corpo di Fechter era in territorio della DDR.
Alcuni giornali riportarono la notizia secondo la quale un sottotenente statunitense, presente alla scena, avrebbe ricevuto ordini di non muoversi.

## Commemorazione

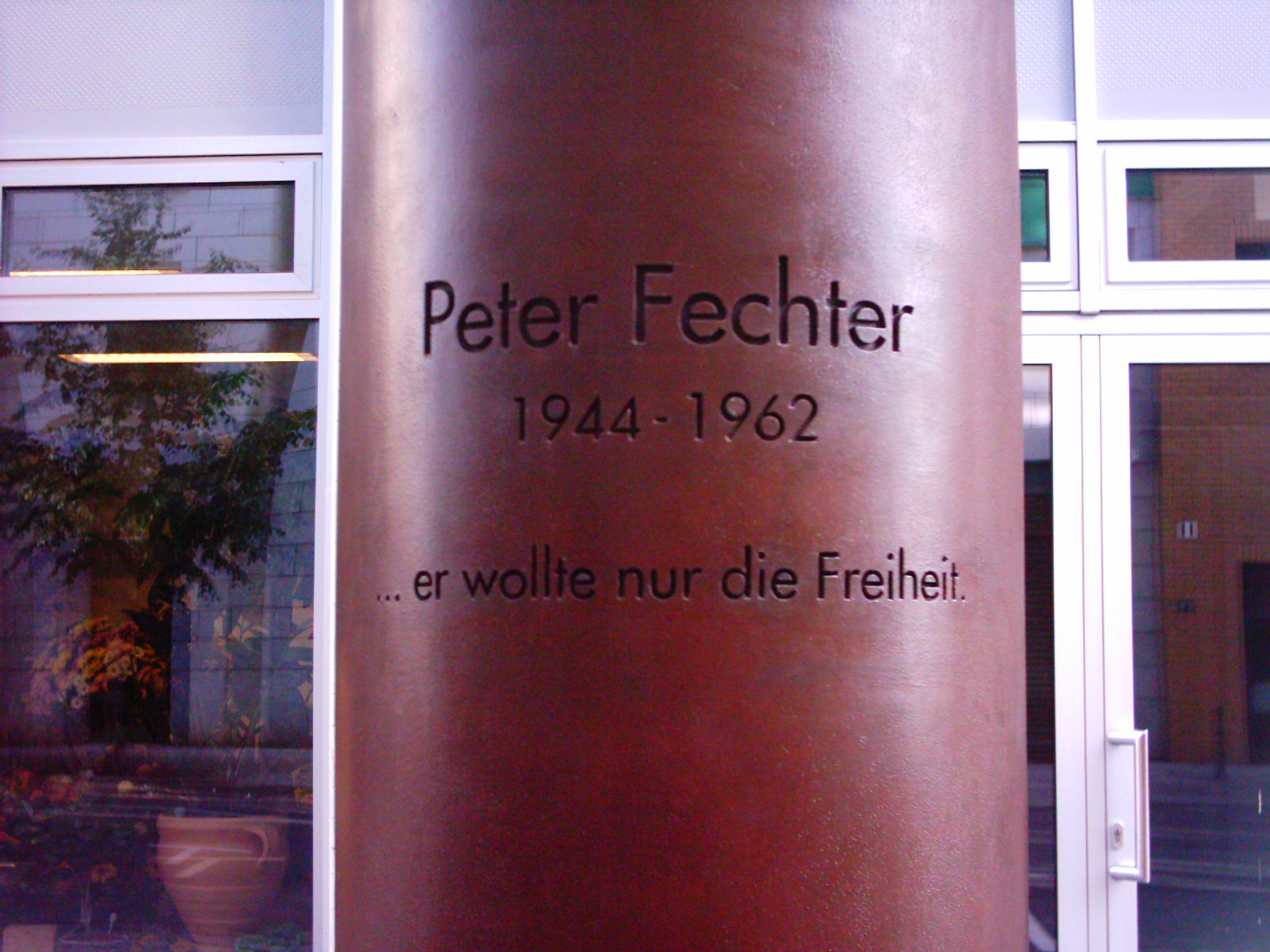
Stele commemorante l'uccisione di Fechter con l'iscrizione "... er wollte nur die Freiheit" (... egli voleva soltanto la libertà)

Una croce fu subito posta a Berlino Ovest vicino al luogo dove fu colpito e lasciato morire dissanguato. Dopo la riunificazione della Germania, nel 1990 fu messa una stele in memoria di Peter Fechter, divenuta poi un punto focale per le celebrazioni commemorative del muro. Lo scrittore Cornelius Ryan dedicò il suo libro L'ultima battaglia proprio alla memoria di Fechter. Il compositore Aullis Sallinen scrisse un pezzo per orchestra intitolato Mauermusik per commemorare il giovane muratore. Il cantautore spagnolo Nino Bravo ha tratto ispirazione dalla storia di Fechter per il testo della sua canzone Libre.

## Processo
Nel marzo del 1997 due ex guardie di frontiera della Germania Est, Rolf Friedrich ed Erich Schreiber dovettero difendersi dall'accusa di omicidio per la morte di Fechter. Nel processo ammisero il fatto. Furono entrambi condannati a un anno di prigione.
Durante il processo venne dimostrato che ogni aiuto da parte occidentale fu reso impossibile dalle guardie orientali.